# 镇江东站
镇江东站是京沪铁路的一个货运站，位于江苏省镇江市京口区解放路、原镇江南门附近，同时通往大港的镇瑞铁路亦在本站出岔。车站主要办理铁路整车、集装箱运输业务，发送物品以化工、焦炭、文教、钢铁、金属类为主。车站的业务范围除了镇江市以外，还辐射到长江以北的江苏中部地区。车站在扬州综合物流园内设有无轨站，以公铁联运形式办理货运业务。

## 历史
镇江东站位于镇江南门附近，1906年随沪宁铁路开通，时名镇江旗站。车站设有总面积3046平方呎（约合282.8平方米）的站房6座和1200平方呎（约合111.4平方米）的办事员住所6间，办理客货运业务。1935年车站改为镇江南站，为客货运五等站。1949年后，车站等级上升为四等站。
镇江南站的改建工程于1974年开工，投资444万元。1976年车站停办客运业务。镇江南站的改建工程1977年建成投产，称为南门货站。南门货站下辖南货场和西货场。西货场位于南货场正北叉出的原沪宁铁路旧线上，分为位于原镇江客站的零担区和位于长江边码头的江边区两部分。之后又修建了连接南门货场的焦化厂线和南山线等数条专用线。1990年，通往大港的地方铁路动工。
2003年，由于车站站场叉出的沪宁铁路旧线将镇江镇区分割，严重影响当地交通。在经过当地政府和上海铁路局谈判后，将原为地方铁路的镇瑞铁路和上海铁路持有的沪宁铁路旧线互相置换，并在镇瑞铁路的上隍站新建货场以替代原镇江西站。置换后镇江市政府将沪宁铁路旧线拆除。之后焦化厂线和南山线等专用线也陆续开始计划拆除。
2011年5月17日，经铁道部批准，正式将京沪高铁镇江西站命名为镇江南站，同时将本站更名为镇江东站。
连镇铁路规划接入镇江枢纽，为此京沪铁路车站至镇江站需进行改线工程以方便连镇铁路联络线接入。2019年8月28日新建下行线路完成拨线并投入使用，9月完成上行线拨接。

## 车站结构
镇江东站分为到发场和货场。车站横列式到发场有10股到发线和8股调车线，负责货物列车的编组业务和京沪铁路正线列车通过，设3台调车机车，到发场东西各有1个牵出线。车站货场位于到发场西北侧，面积87612平方米，设有4条货物线、仓库4座，货位318个、装载机1台、叉车16台以及门吊2台。车站站场有通往金茂物资和镇江机务折返段的专用线。